# Thomas Langley
Thomas Langley (ur. 1363 – zm. 20 listopada 1437) – angielski prałat. Sprawował rolę Lorda Kanclerza, Biskupa Durham i Arcybiskupa Yorku.
Urodził się w Middleton w hrabstwie Lancashire, był trzecim synem Alice i Williama Langley. Studiował na University of Cambridge. Brał udział w koronacji Henryka VI; prowadził go do ołtarza.